# حوزه انتخابیه هشتم تنسی

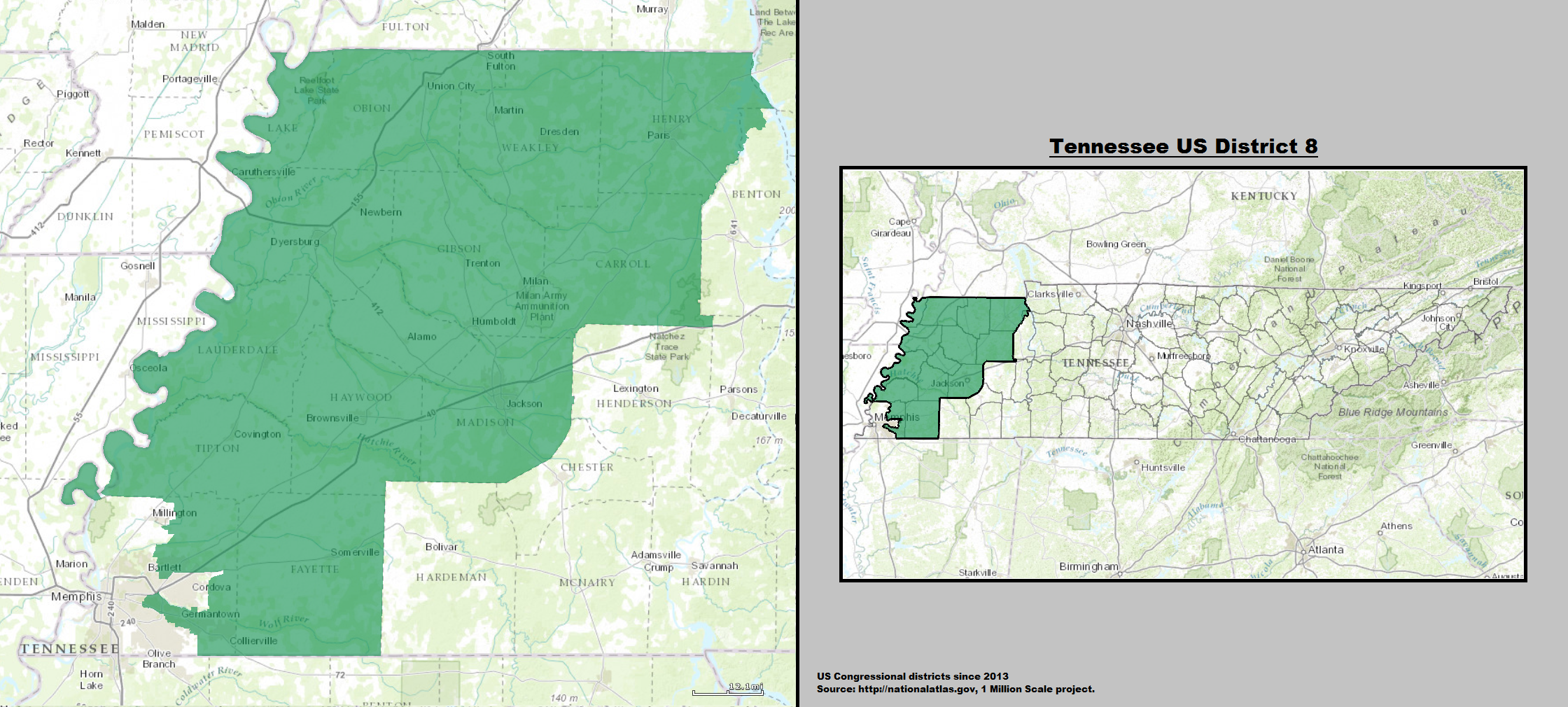
مرزهای منطقه هشتم کنگره فدرال ایالات متحده در تنسی.

حوزه انتخابیه هشتم تنسی یک حوزه انتخابیه مجلس نمایندگان آمریکا است که در ایالت تنسی قرار دارد.